# Grand Prix Japonska 2017
Grand Prix Japonska 2017 (oficiálně 2017 Formula 1 Japanese Grand Prix) se jela na okruhu Suzuka Circuit nedaleko města Suzuka v Japonsku dne 8. října 2017. Závod byl šestnáctým v pořadí v sezóně 2017 šampionátu Formule 1.

## Kvalifikace
| Poř.                        | No. | Jezdec            | Konstruktér               | Časy v kvalifikaci | Časy v kvalifikaci | Časy v kvalifikaci | Pořadí na startu |
| Poř.                        | No. | Jezdec            | Konstruktér               | Q1                 | Q2                 | Q3                 | Pořadí na startu |
| --------------------------- | --- | ----------------- | ------------------------- | ------------------ | ------------------ | ------------------ | ---------------- |
| 1                           | 44  | Lewis Hamilton    | Mercedes                  | 1:29.047           | 1:27.819           | 1:27.319           | 1                |
| 2                           | 77  | Valtteri Bottas   | Mercedes                  | 1:29.332           | 1:28.543           | 1:27.651           | 6                |
| 3                           | 5   | Sebastian Vettel  | Ferrari                   | 1:29.352           | 1:28.225           | 1:27.791           | 2                |
| 4                           | 3   | Daniel Ricciardo  | Red Bull Racing-TAG Heuer | 1:29.475           | 1:28.935           | 1:28.306           | 3                |
| 5                           | 33  | Max Verstappen    | Red Bull Racing-TAG Heuer | 1:29.181           | 1:28.747           | 1:28.332           | 4                |
| 6                           | 7   | Kimi Räikkönen    | Ferrari                   | 1:29.163           | 1:29.079           | 1:28.498           | 10               |
| 7                           | 31  | Esteban Ocon      | Force India-Mercedes      | 1:30.115           | 1:29.199           | 1:29.111           | 5                |
| 8                           | 11  | Sergio Pérez      | Force India-Mercedes      | 1:29.696           | 1:29.343           | 1:29.230           | 7                |
| 9                           | 19  | Felipe Massa      | Williams-Mercedes         | 1:30.352           | 1:29.687           | 1:29.480           | 8                |
| 10                          | 14  | Fernando Alonso   | McLaren-Honda             | 1:30.525           | 1:29.749           | 1:30.687           | 20               |
| 11                          | 2   | Stoffel Vandoorne | McLaren-Honda             | 1:30.654           | 1:29.778           |                    | 9                |
| 12                          | 27  | Nico Hülkenberg   | Renault                   | 1:30.252           | 1:29.879           |                    | 11               |
| 13                          | 20  | Kevin Magnussen   | Haas-Ferrari              | 1:30.774           | 1:29.972           |                    | 12               |
| 14                          | 30  | Jolyon Palmer     | Renault                   | 1:30.516           | 1:30.022           |                    | 18               |
| 15                          | 55  | Carlos Sainz Jr.  | Toro Rosso                | 1:30.565           | 1:30.413           |                    | 19               |
| 16                          | 8   | Romain Grosjean   | Haas-Ferrari              | 1:30.849           |                    |                    | 13               |
| 17                          | 10  | Pierre Gasly      | Toro Rosso                | 1:31.317           |                    |                    | 14               |
| 18                          | 18  | Lance Stroll      | Williams-Mercedes         | 1:31.409           |                    |                    | 15               |
| 19                          | 9   | Marcus Ericsson   | Sauber-Ferrari            | 1:31.597           |                    |                    | 16               |
| 20                          | 94  | Pascal Wehrlein   | Sauber-Ferrari            | 1:31.885           |                    |                    | 17               |
| 107 % času vítěze: 1:35.280 |     |                   |                           |                    |                    |                    |                  |
| Zdroj:                      |     |                   |                           |                    |                    |                    |                  |

Poznámky
1. ↑  Valtteri Bottas obdržel trest posunu o 5 míst vzad za neplánovanou výměnu převodovky.
2. ↑  Kimi Räikkönen obdržel trest posunu o 5 míst vzad za neplánovanou výměnu převodovky.
3. ↑  Fernando Alonso obdržel trest posunu o 35 míst vzad za překročení počtu povolených pohonných jednotek.
4. ↑  Jolyon Palmer obdržel trest posunu o 20 míst vzad za překročení počtu povolených pohonných jednotek.
5. ↑  Carlos Sainz Jr. obdržel trest posunu o 20 míst vzad za překročení počtu povolených pohonných jednotek.

## Závod
| Poř.   | No. | Jezdec            | Konstruktér               | Počet kol | Čas/Odstoupení     | Pořadí na startu | Body |
| ------ | --- | ----------------- | ------------------------- | --------- | ------------------ | ---------------- | ---- |
| 1      | 44  | Lewis Hamilton    | Mercedes                  | 53        | 1:27:31.194        | 1                | 25   |
| 2      | 33  | Max Verstappen    | Red Bull Racing-TAG Heuer | 53        | +1.211             | 4                | 18   |
| 3      | 3   | Daniel Ricciardo  | Red Bull Racing-TAG Heuer | 53        | +9.679             | 3                | 15   |
| 4      | 77  | Valtteri Bottas   | Mercedes                  | 53        | +10.580            | 6                | 12   |
| 5      | 7   | Kimi Räikkönen    | Ferrari                   | 53        | +32.622            | 10               | 10   |
| 6      | 31  | Esteban Ocon      | Force India-Mercedes      | 53        | +1:07.788          | 5                | 8    |
| 7      | 11  | Sergio Pérez      | Force India-Mercedes      | 53        | +1:11.424          | 7                | 6    |
| 8      | 20  | Kevin Magnussen   | Haas-Ferrari              | 53        | +1:28.953          | 12               | 4    |
| 9      | 8   | Romain Grosjean   | Haas-Ferrari              | 53        | +1:29.883          | 13               | 2    |
| 10     | 19  | Felipe Massa      | Williams-Mercedes         | 52        | +1 kolo            | 8                | 1    |
| 11     | 14  | Fernando Alonso   | McLaren-Honda             | 52        | +1 kolo            | 20               |      |
| 12     | 30  | Jolyon Palmer     | Renault                   | 52        | +1 kolo            | 18               |      |
| 13     | 10  | Pierre Gasly      | Toro Rosso                | 52        | +1 kolo            | 14               |      |
| 14     | 2   | Stoffel Vandoorne | McLaren-Honda             | 52        | +1 kolo            | 9                |      |
| 15     | 94  | Pascal Wehrlein   | Sauber-Ferrari            | 51        | +2 kola            | 17               |      |
| Ret    | 18  | Lance Stroll      | Williams-Mercedes         | 45        | Kolo               | 15               |      |
| Ret    | 27  | Nico Hülkenberg   | Renault                   | 40        | Křídlo systému DRS | 11               |      |
| Ret    | 9   | Marcus Ericsson   | Sauber-Ferrari            | 7         | Nehoda             | 16               |      |
| Ret    | 5   | Sebastian Vettel  | Ferrari                   | 4         | Zapalovací svíčka  | 2                |      |
| Ret    | 55  | Carlos Sainz Jr.  | Toro Rosso                | 0         | Nehoda             | 19               |      |
| Zdroj: |     |                   |                           |           |                    |                  |      |

## Průběžné pořadí po závodě
- Tučně jsou vyznačeni jezdci a týmy se šancí získat titul v Poháru jezdců nebo konstruktérů.

Pohár jezdců
|  | Pořadí | Jezdec           | Body |
|  | ------ | ---------------- | ---- |
|  | 1      | Lewis Hamilton   | 306  |
|  | 2      | Sebastian Vettel | 247  |
|  | 3      | Valtteri Bottas  | 234  |
|  | 4      | Daniel Ricciardo | 192  |
|  | 5      | Kimi Räikkönen   | 148  |

Pohár konstruktérů
|  | Pořadí | Konstruktér               | Body |
|  | ------ | ------------------------- | ---- |
|  | 1      | Mercedes                  | 540  |
|  | 2      | Ferrari                   | 395  |
|  | 3      | Red Bull Racing-TAG Heuer | 303  |
|  | 4      | Force India-Mercedes      | 147  |
|  | 5      | Williams-Mercedes         | 66   |